# Clark Fork (fiume)
Il Clark Fork è un fiume dell'America settentrionale, che attraversa la parte nord-occidentale degli Stati Uniti.

## Descrizione
Nasce nella parte occidentale del Montana, nei pressi di Butte, a nord della contea di Silver Bow, per poi sfociare nel Lago Pend Oreille, nel nord dell'Idaho.
Il Clark Fork ha una lunghezza di 499 km (310 miglia), la sua portata media d'acqua raggiunge i 621 m³/s e il suo bacino idrografico ha un'area di 59.324 km² (22.905 miglia quadrate).
Riceve le acque del fiume Flathead nei pressi di Paradise, quelle del fiume Bitterroot a pochi chilometri da Missoula e quelle del fiume Thompson nei pressi di Thompson Falls, una città situata nella parte meridionale della contea di Sanders.